# Kazım Ayvaz
Kazım Ayvaz   (Rize, 10 de març de 1938 - Suècia, 18 de gener de 2020) fou un lluitador turc, especialista en lluita grecoromana, que va competir durant les dècades de 1950 i 1960.
Durant la seva carrera esportiva va prendre part en tres edicions dels Jocs Olímpics. El 1960, a Roma, fou quart en la competició del pes mitjà del programa de lluita grecoromana. Quatre anys més tard, als Jocs de Tòquio, guanyà la medalla d'or en la prova del pes lleuger del programa de lluita grecoromana, mentre el 1968, a Ciutat de Mèxic, quedà eliminat en la tercera sèrie de la prova del pes lleuger.
En el seu palmarès també destaquen dues medalles d'or al Campionat del món de lluita.